# Čínské paleozoologické muzeum
Čínské paleozoologické muzeum (čínsky 中国古动物馆, pchin-jin Zhōngguó gǔdòngwù guǎn, anglicky Paleozoological Museum of China) je muzeum v čínském Pekingu. Založeno v roce 1929. Vlastní největší paleontologickou sbírku v Asii. Muzeum se nachází v městském obvodě Si-čcheng v centru města naproti Pekingské zoologické zahradě. 
Ve stejné budově sídlí i Institut paleontologie obratlovců a paleoantropologie Čínské akademie věd (IVVP). Muzeum tvoří výstavní prostory s expozicemi pro veřejnost, ale její zbylá část je využívána k výzkumným účelům.

## Budova
Hlavní budova muzea má tři podlaží: v prvním je vystaveno množství fosilií obojživelníků a ryb, společně s řadou mezozoických plazů, zatímco plazi a ptáci jsou vystaveni na druhém podlaží. Třetí podlaží obsahuje savce (včetně zástupců megafauny, jako je například stegodon). Mnoho vystavených fosilních vzorků představuje vyhynulé živočichy, jejichž exempláře byly nalezeny jen na území současné Čínské lidové republiky, například druhohorní Sinokannemeyeria. Vystaveno je také několik exemplářů evolučních předchůdců ptáků, včetně holotypů rodů Confuciusornis a Microraptor, nalezených při expedicích v severovýchodní provincii Liao-ning. Galerie přiléhající k prvnímu podlaží se zabývá původem člověka, včetně informací o člověku pekingském, poddruhu člověka vzpřímeného, objeveném poblíž vesnice Čou-kchou-tien při vykopávkách v letech 1923–1927. Galerie obsahuje velký počet kamenných nástrojů používaných paleolitickými lidmi a také fosilní lebky prvních hominidů, kteří obývali území Číny. V dalších galeriích jsou pořádány dočasné tematické výstavy.
Museum prošlo v roce 2014 rekonstrukcí.

## První podlaží

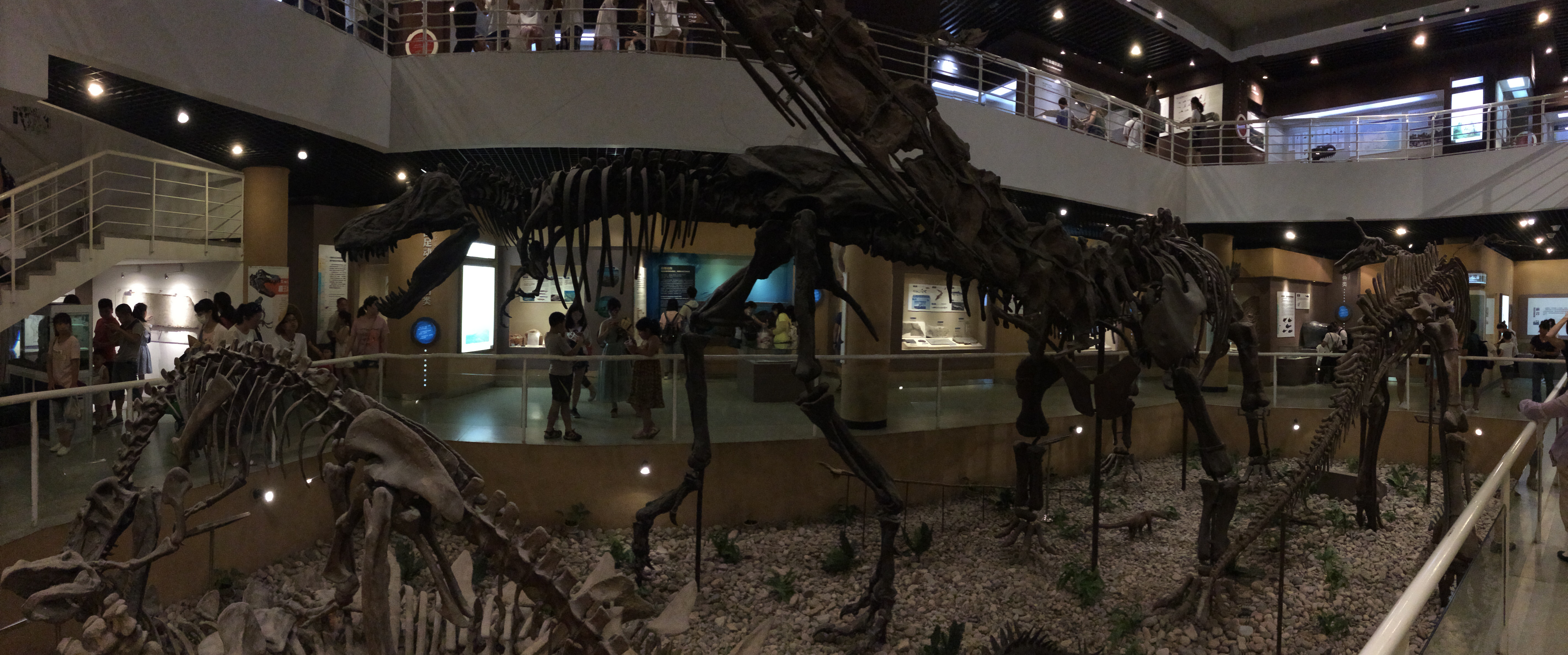
První patro muzea

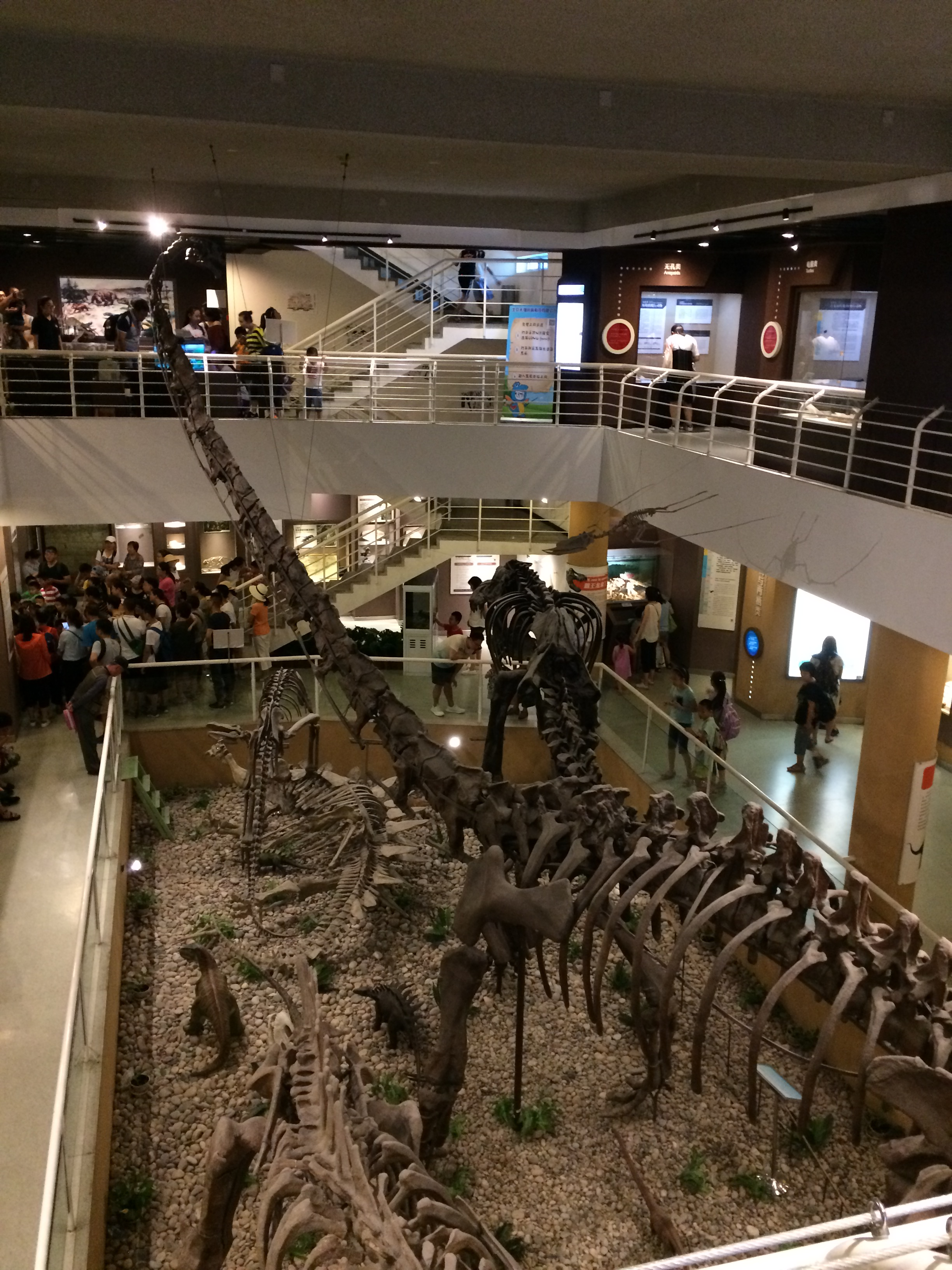
První patro při pohledu z druhého patra

První podlaží muzea poskytuje prostor pro dočasné výstavy, obchod se suvenýry, divadlo i pro výstavy Institutu paleontologie obratlovců a paleoantropologie – muzeum paleoantropologie Šu-hua. První patro obsahuje také hlavní výstavní plochu, patřící dalšímu „submuzeu“ spadajícímu pod IVVP – muzeu paleontologie obratlovců. Expozice muzea Šu-hua zobrazuje detailní informace o původu člověka v Číně. Vystaveno je mnoho odlitků lebek hominidů nalezených u Čou-kchou-tien a také bronzová busta „člověka pekingského“. Ve skleněné vitríně je umístěno diorama člověka vzpřímeného (Homo erectus) rozdělávajícího oheň.

## Muzeum paleontologie obratlovců

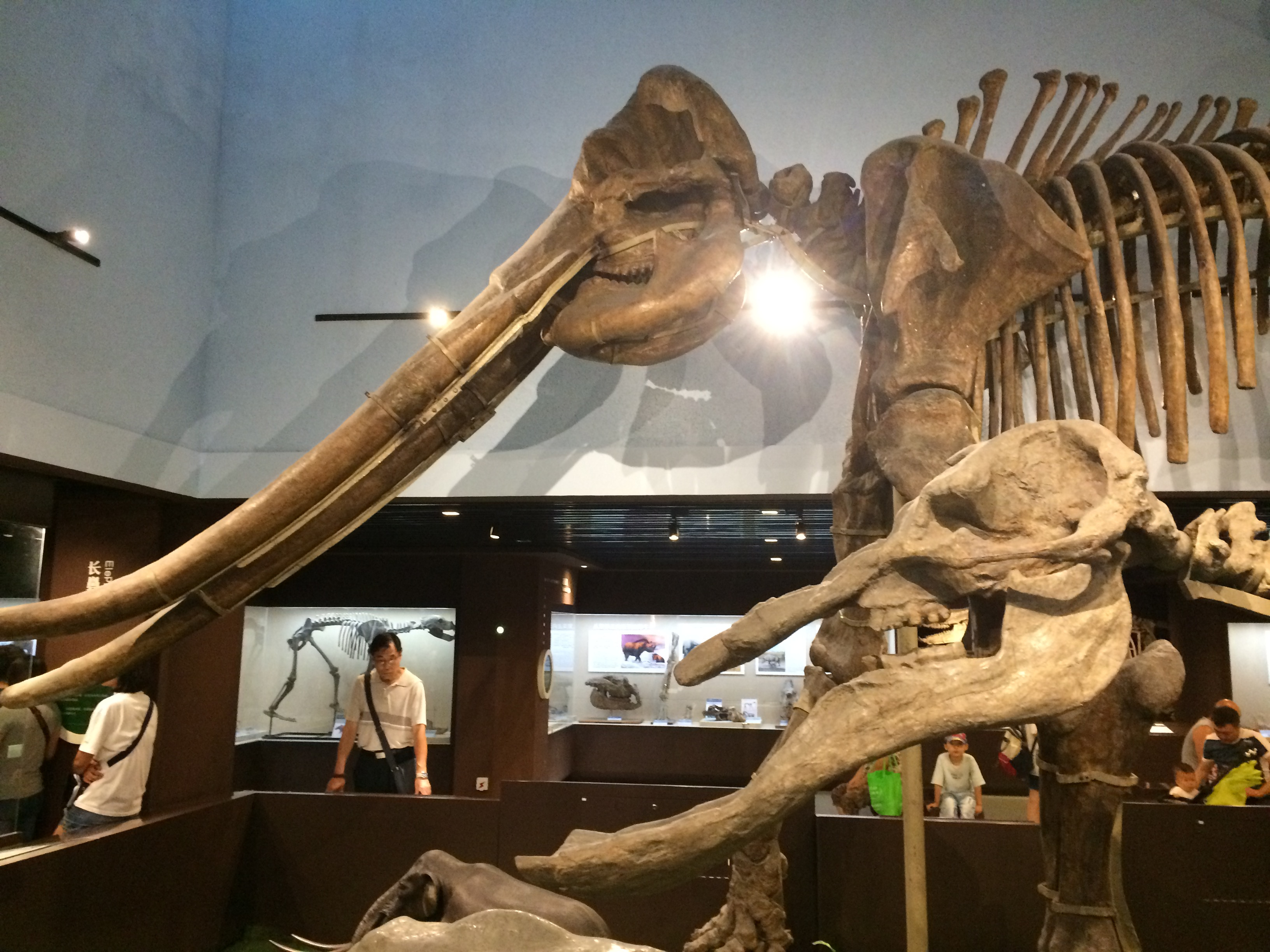
Galerie kenozoika na třetím podlaží

Muzeum paleontologie obratlovců v prvním patře je zaměřeno na ryby, obojživelníky a druhohorní plazy. Uprostřed haly je velká instalace, v níž jsou kostry dinosaurů rodů Tsintaosaurus, Mamenchisaurus, Tyrannosaurus a také Monolophosaurus sklánějící se nad svou kořistí, dinosaurem z rodu Tuojiangosaurus. 
U vchodu do expozice je sbírka kambrijských fosilií z oblasti Jižní Číny. Vystaven je i model hlavy rybovitého obratlovce z rodu Dunkleosteus. Dále v galerii je společně s fosiliemi prehistorických ryb, jako je Sinohelicoprion a Helicoprion, ve skleněné vitríně vystavena zachovaná lalokoploutvá ryba z Jihoafrické republiky rodu Latimeria. Konec expozice je věnován prehistorickým létajícím živočichům. Na stěně expozice je umístěn holotypový vzorek rodu Microraptor a několik exemplářů ptakoještěrů společně s fragmenty fosilií plazů, například sladkovodního hada rodu Hyphalosaurus.
Ve druhém patře se výstava plně zaměřuje na druhohorní život, počínaje lebkou býložravého tharapsida rodu Sinokannemeyeria a dalších ukázek dalších dicynodontů, jako je například Lystrosaurus. Expozice se zaměřuje na dinosaury, vystaveny jsou druhy rodů Archaeornithomimus, Probactrosaurus a „poklad muzea IVVP“ – kostra „ještěra z Lu-Fengu“ (Lufengosaurus), která byla první fosilií dinosaura nalezenou v Číně. Ve vitrínách jsou umístěny fosílie Mamenchisaurus a Tienshanosaurus. Další část expozice ve druhém patře je věnována vejcům dinosaurů. V galerii je také množství fosilií opeřených dinosaurů z Liao-ningu, včetně „složené“ fosilie nazvané Archaeoraptor, která je, jak bylo později zjištěno, „směsicí fosilních pozůstatků různých druhů“. Dalšími exponáty jsou plaz rodu Shansisuchus a lebka s krkem plaza ze středního triasu rodu Vjushkovisaurus.
Třetí patro se zaměřuje na kenozoické savce, z koster jsou zde instalovány Stegodon, Platybelodon a Rhinotitan společně s lebkou mamuta Mammuthus primigenius uprostřed.

## Galerie

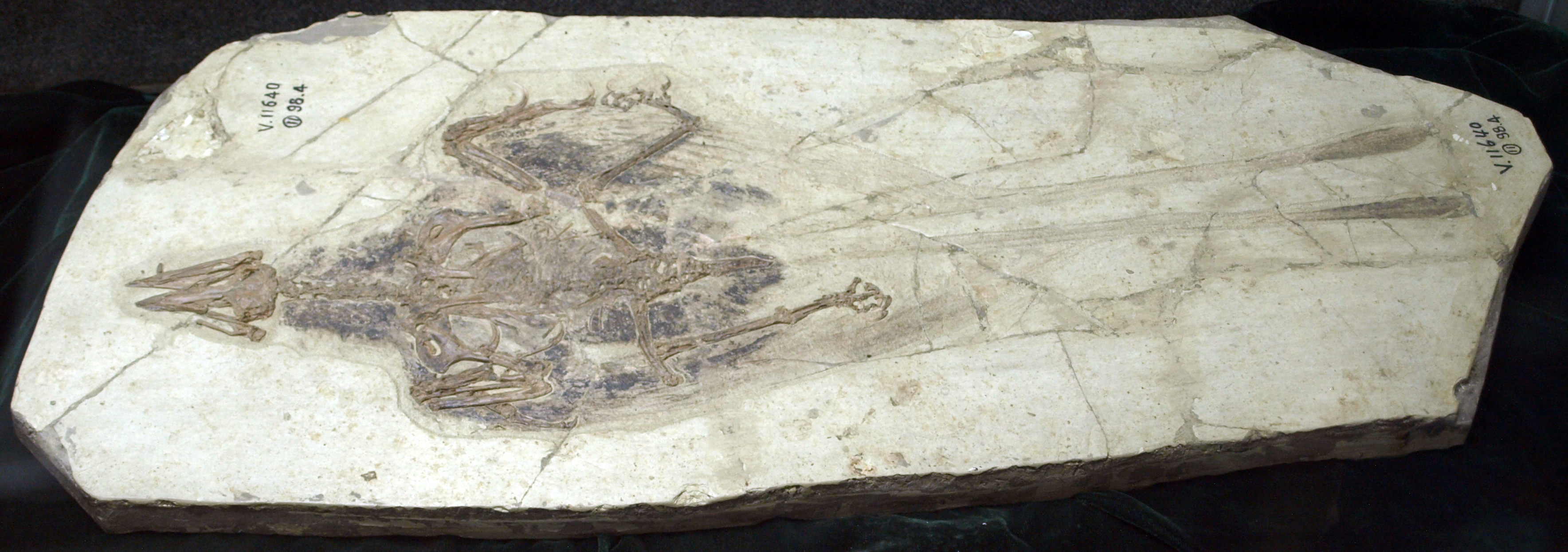
Confuciusornis sanctus
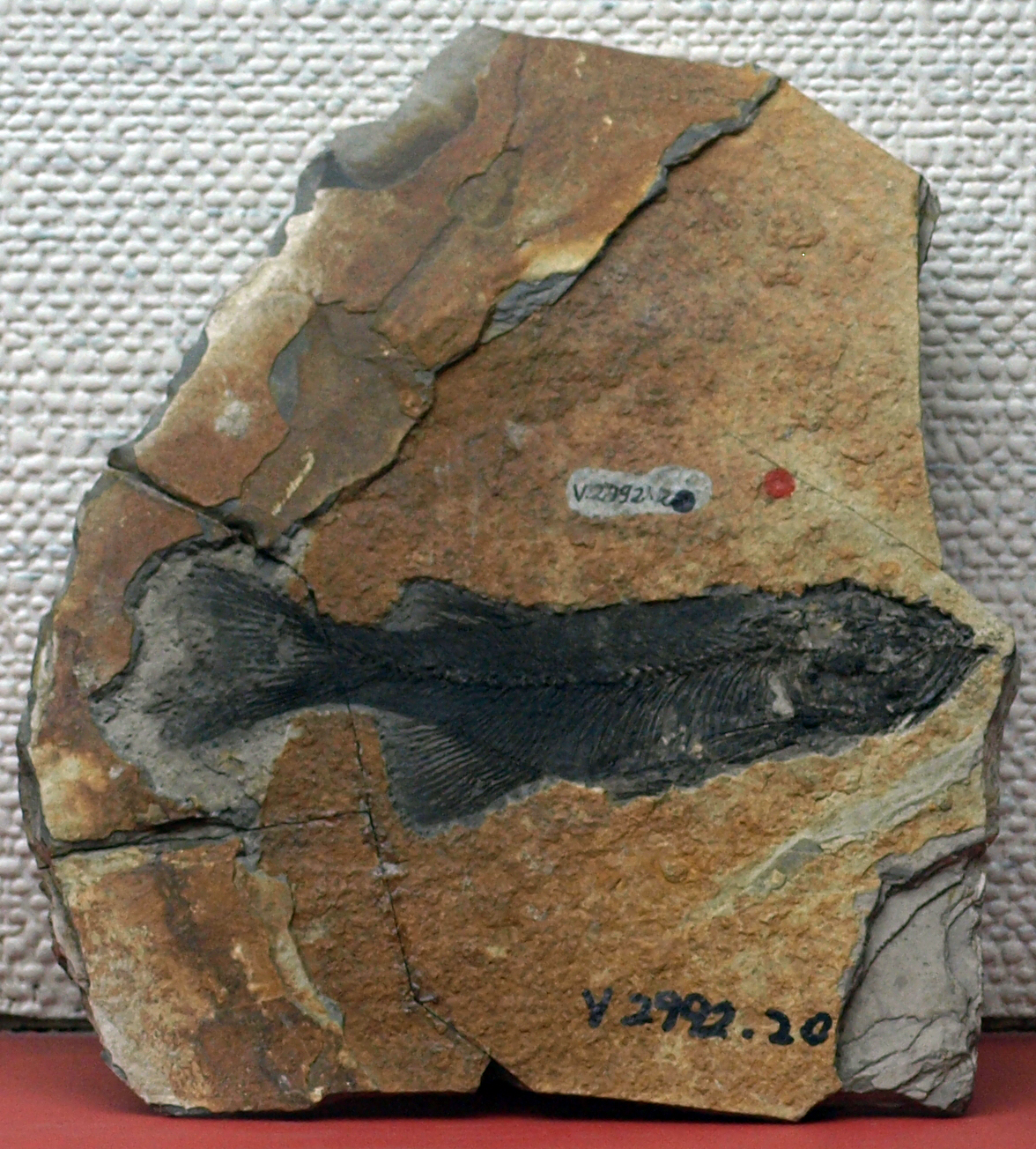
Paralycoptera wui
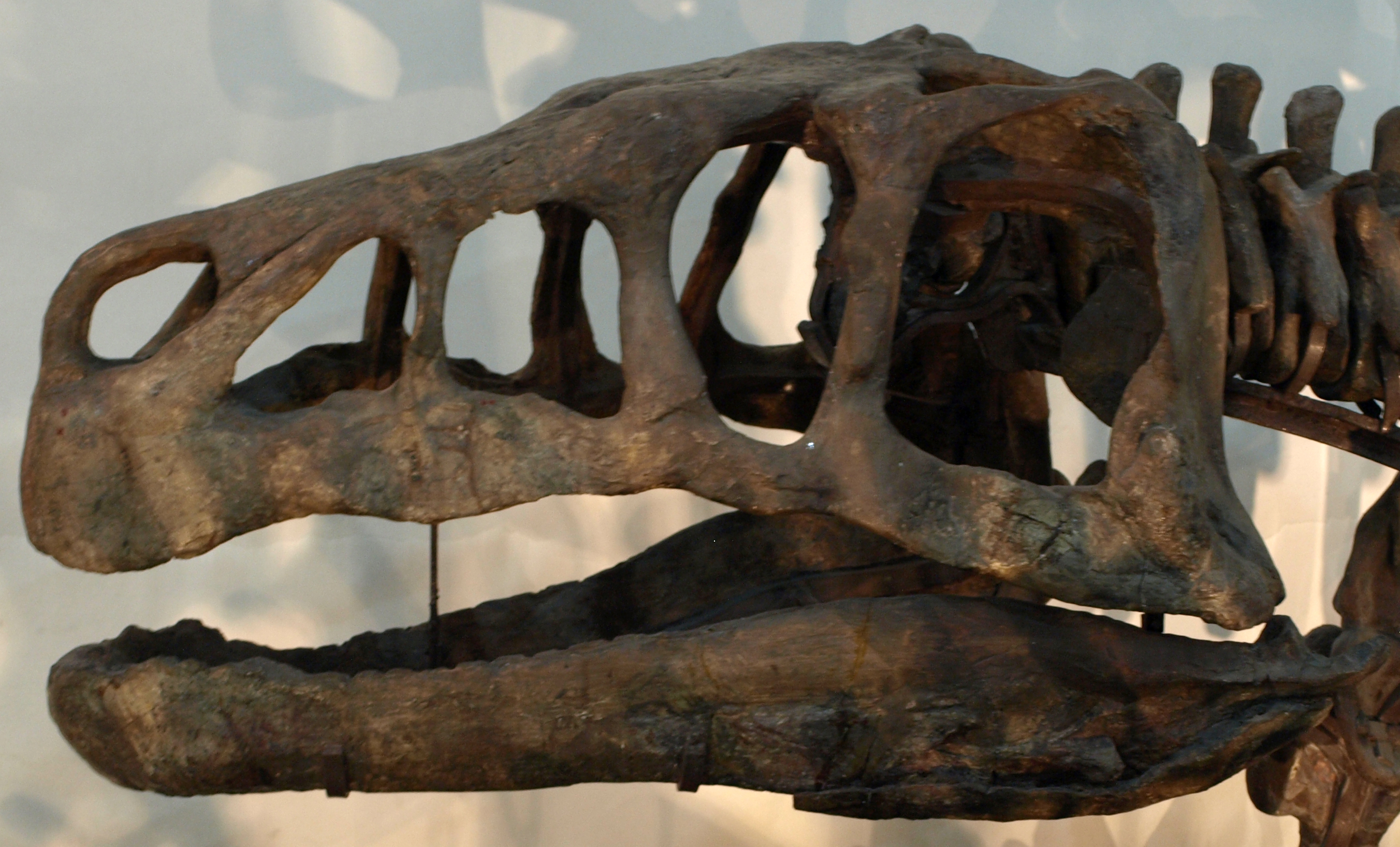
Shansisuchus
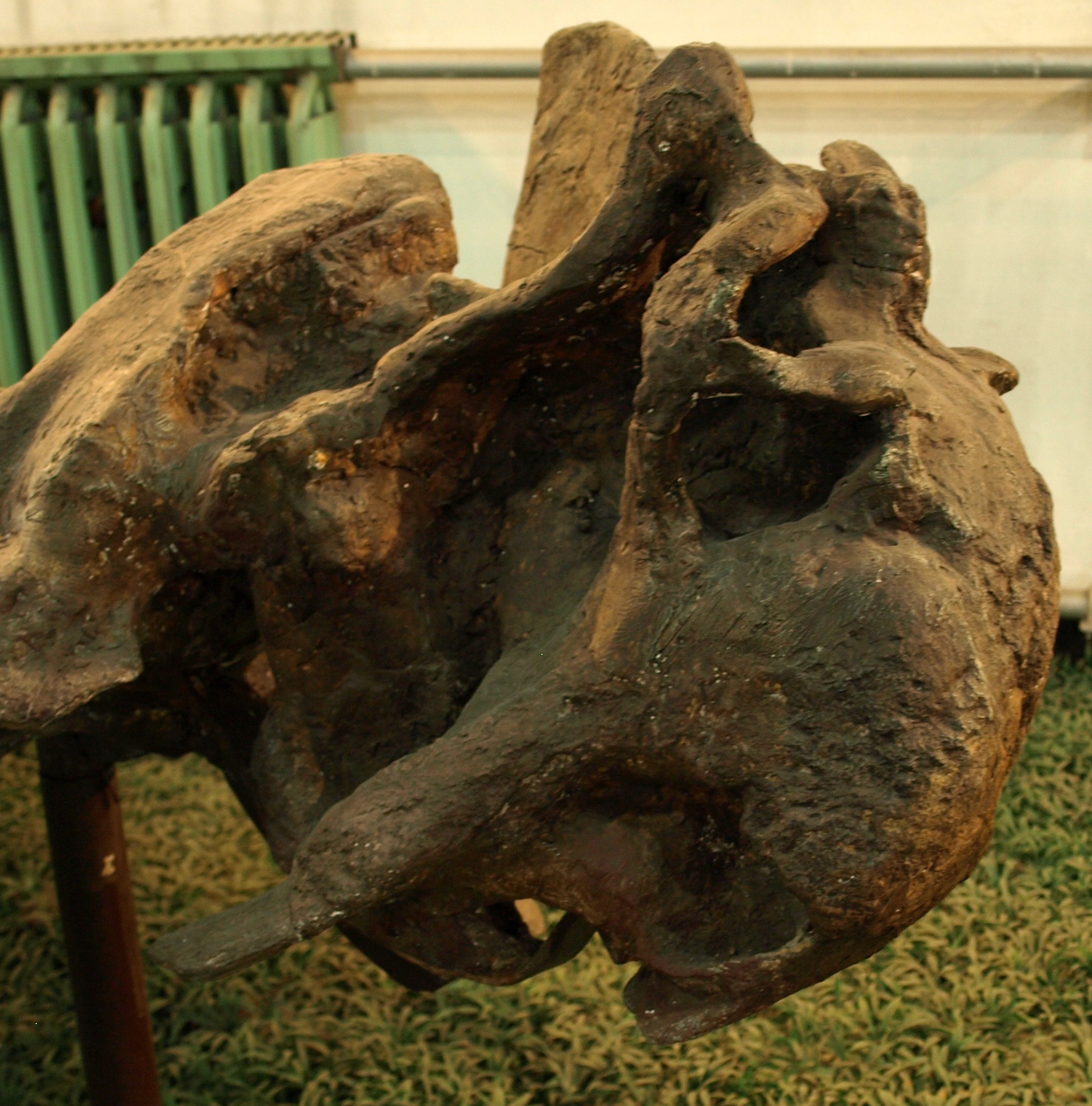
Parakannemeyeria youngi
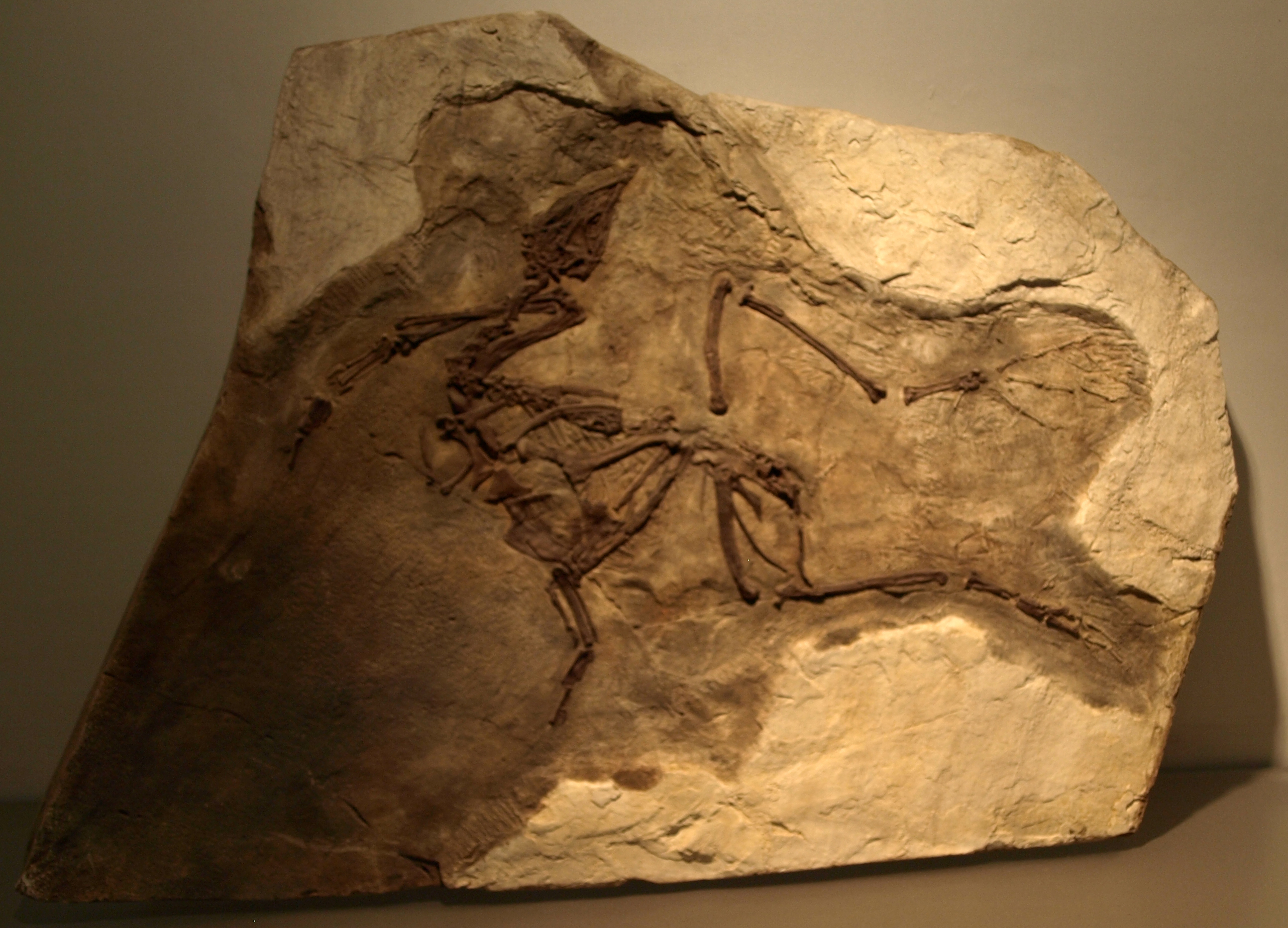
Yixianornis Grabaui
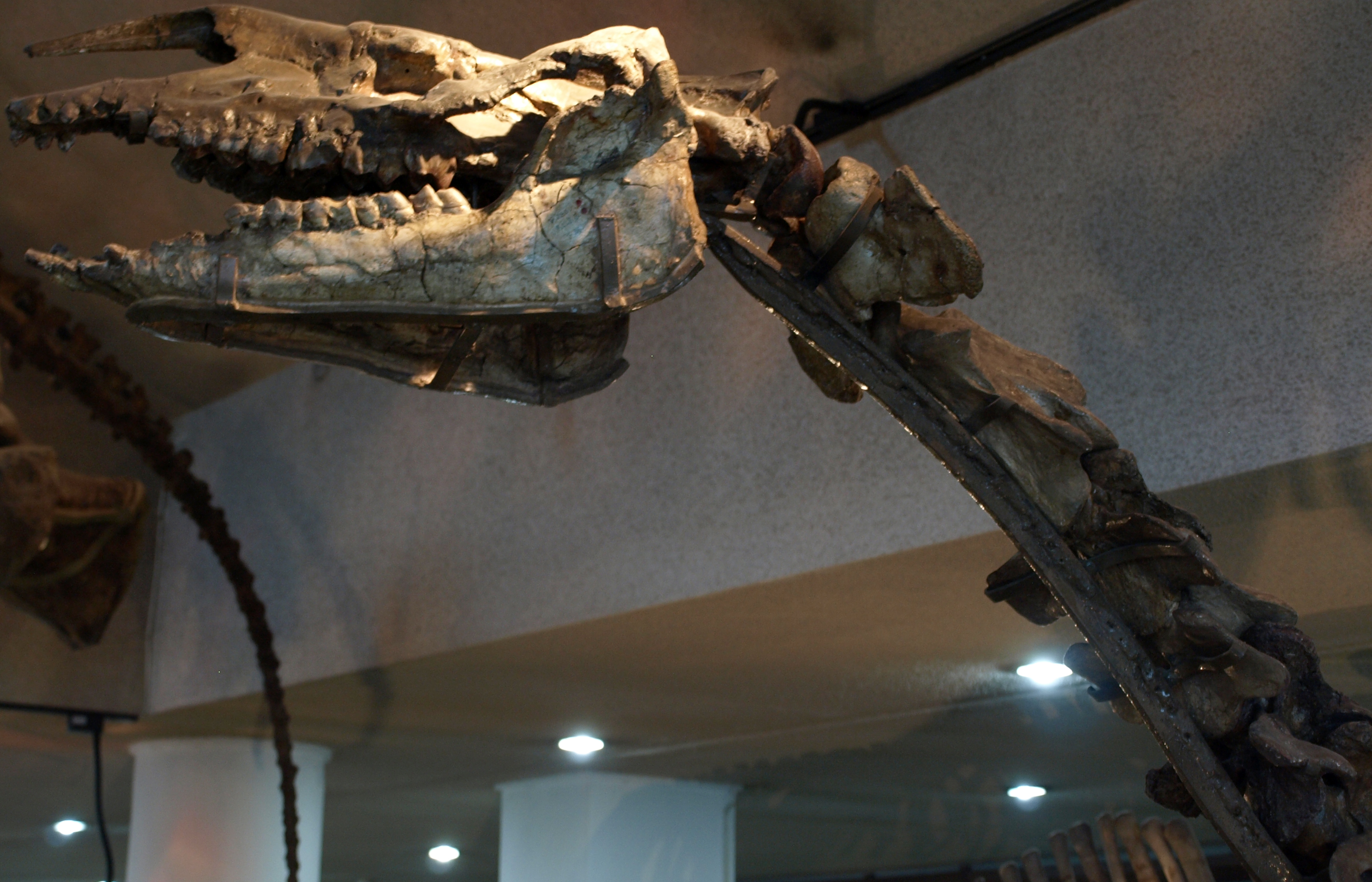
Juxia Sharamurenense
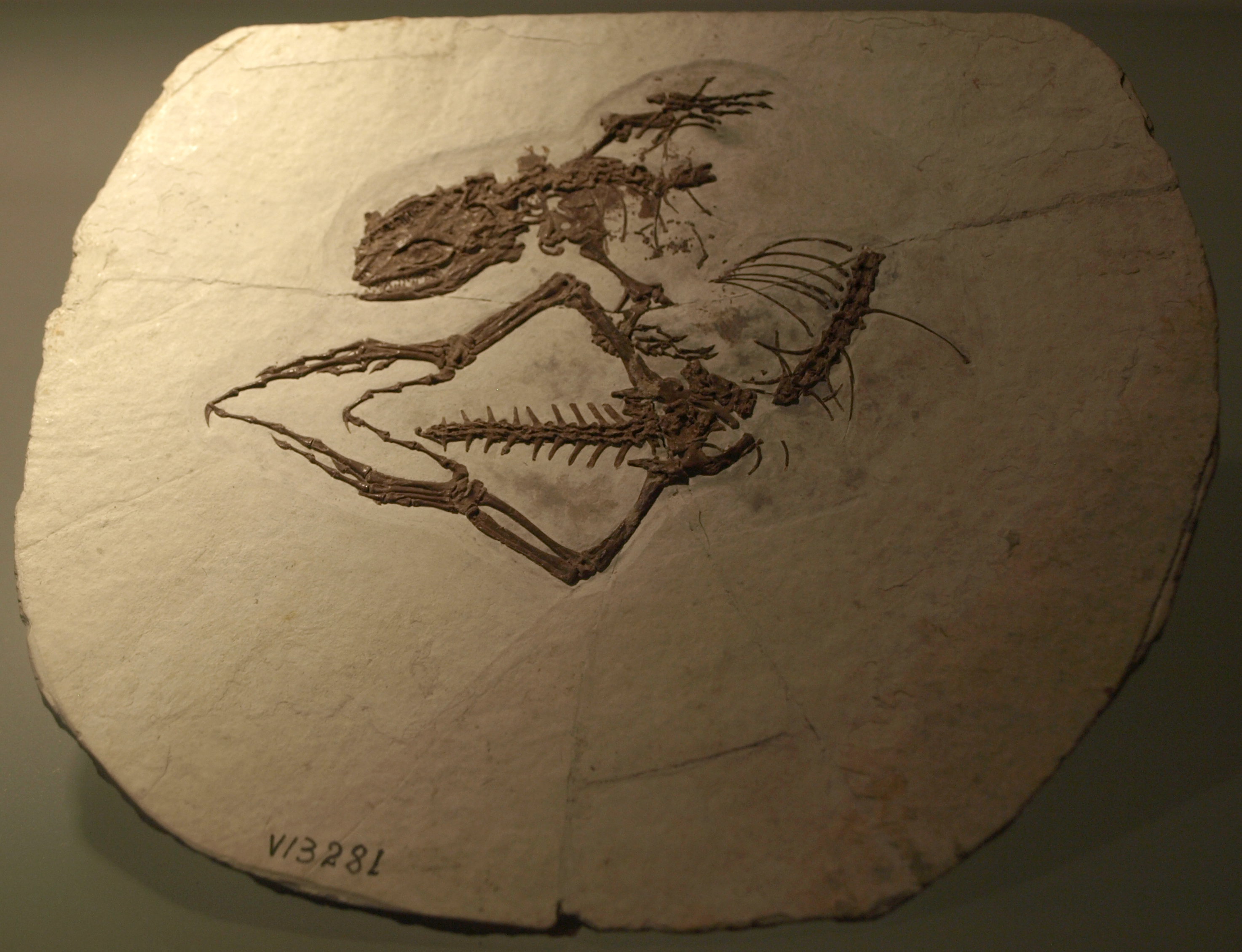
Dalinghosaurus longidigitus
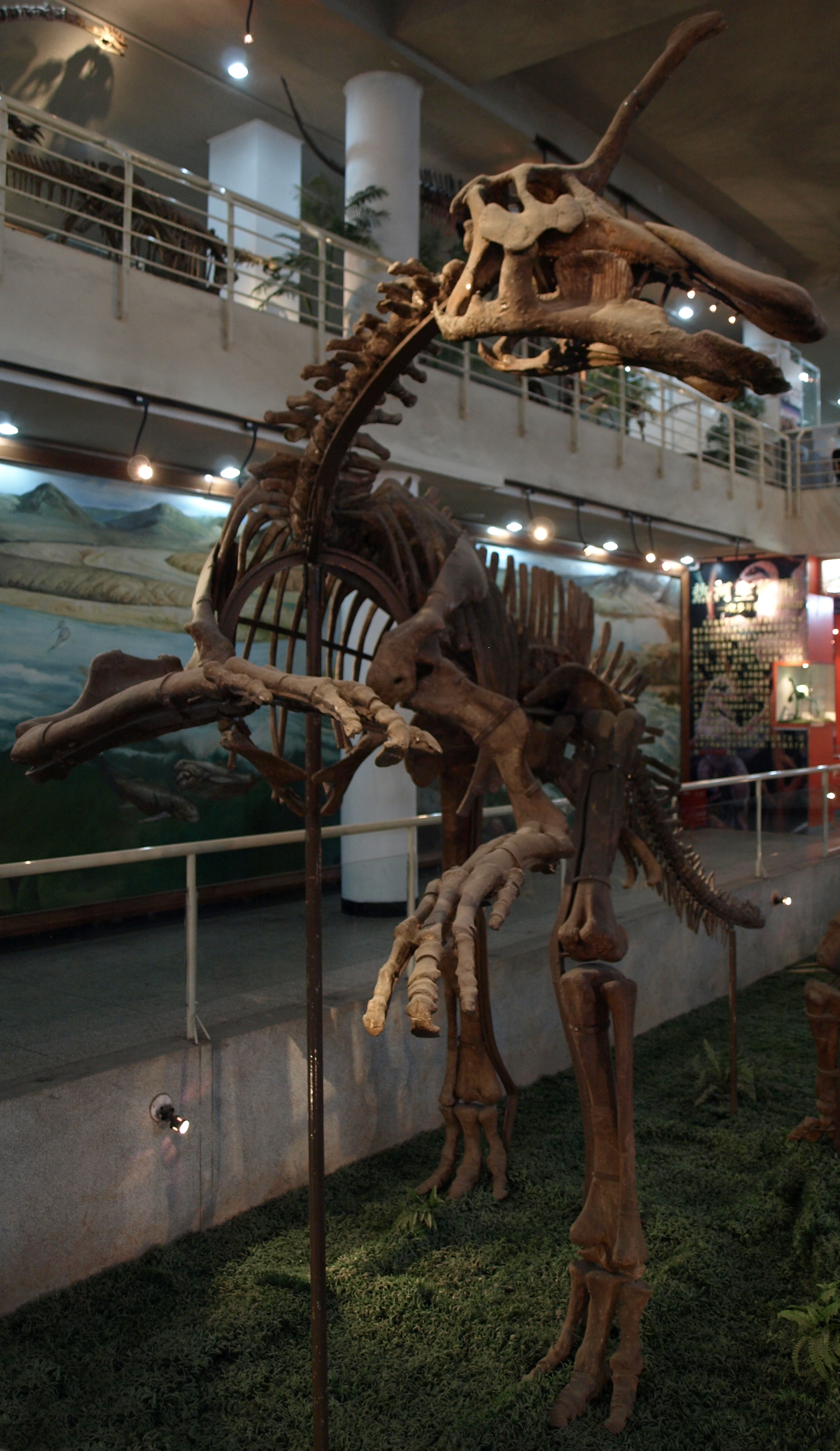
Tsintaosaurus
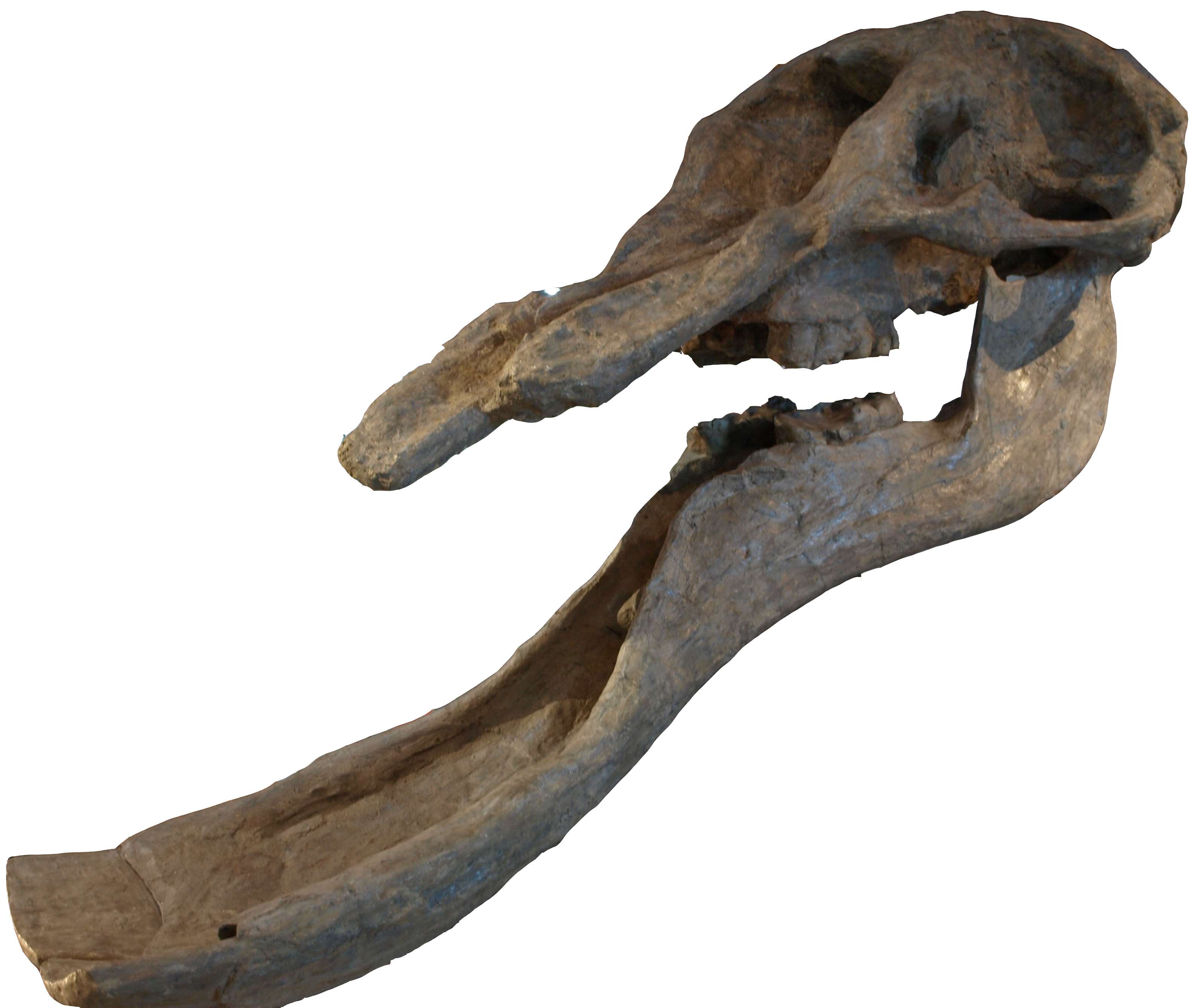
Platybelodon
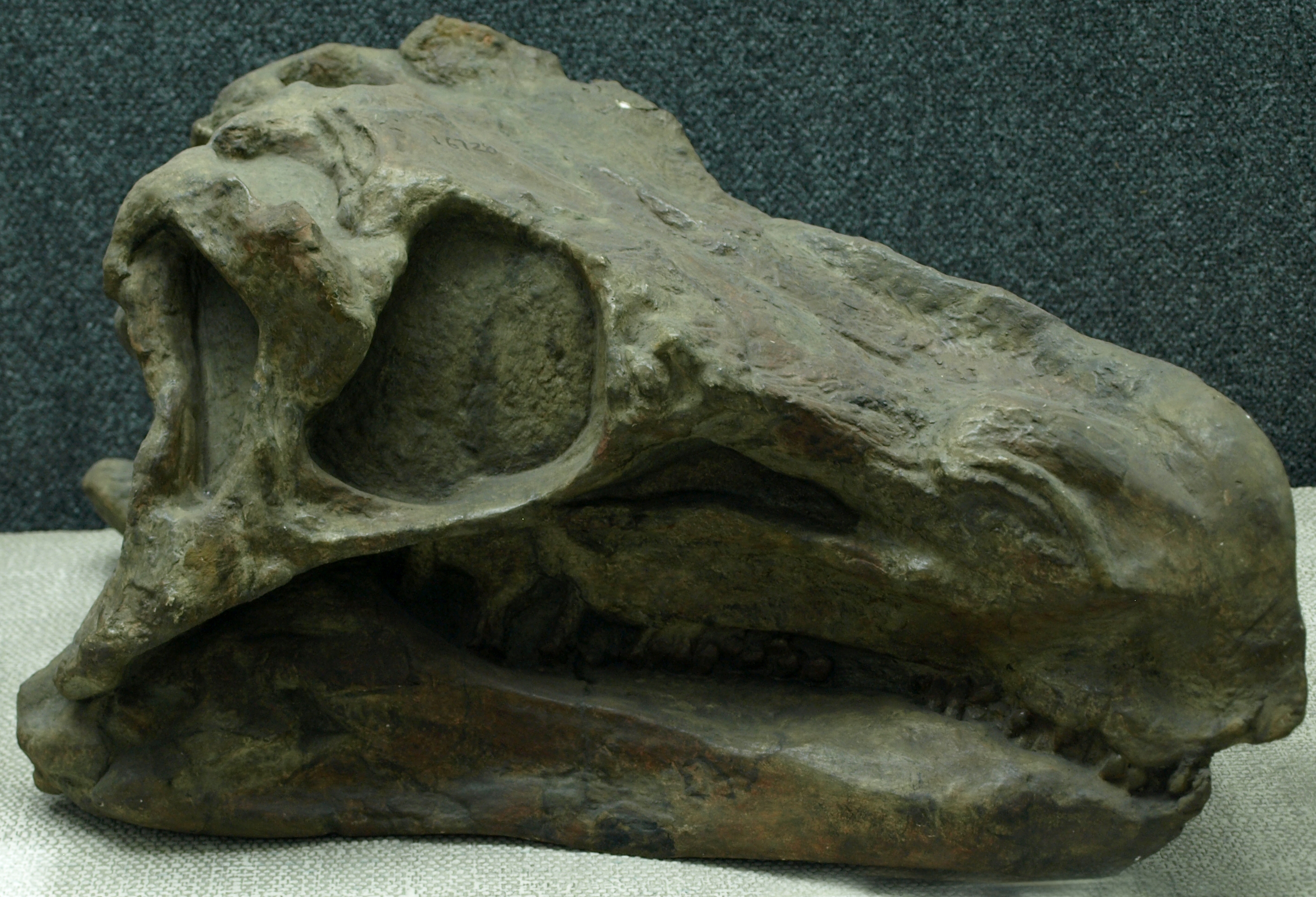
Huayangosaurus
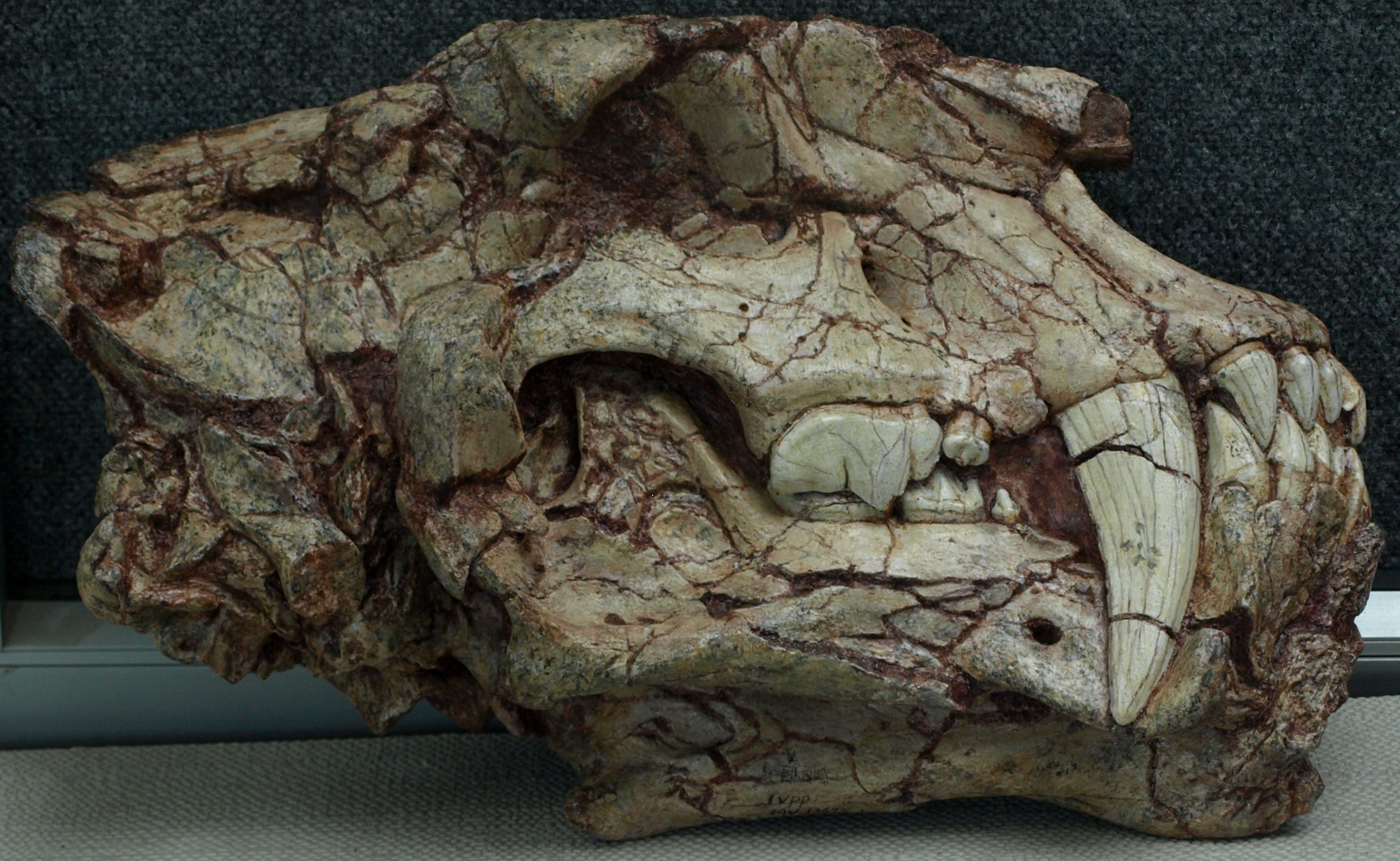
Homotherium
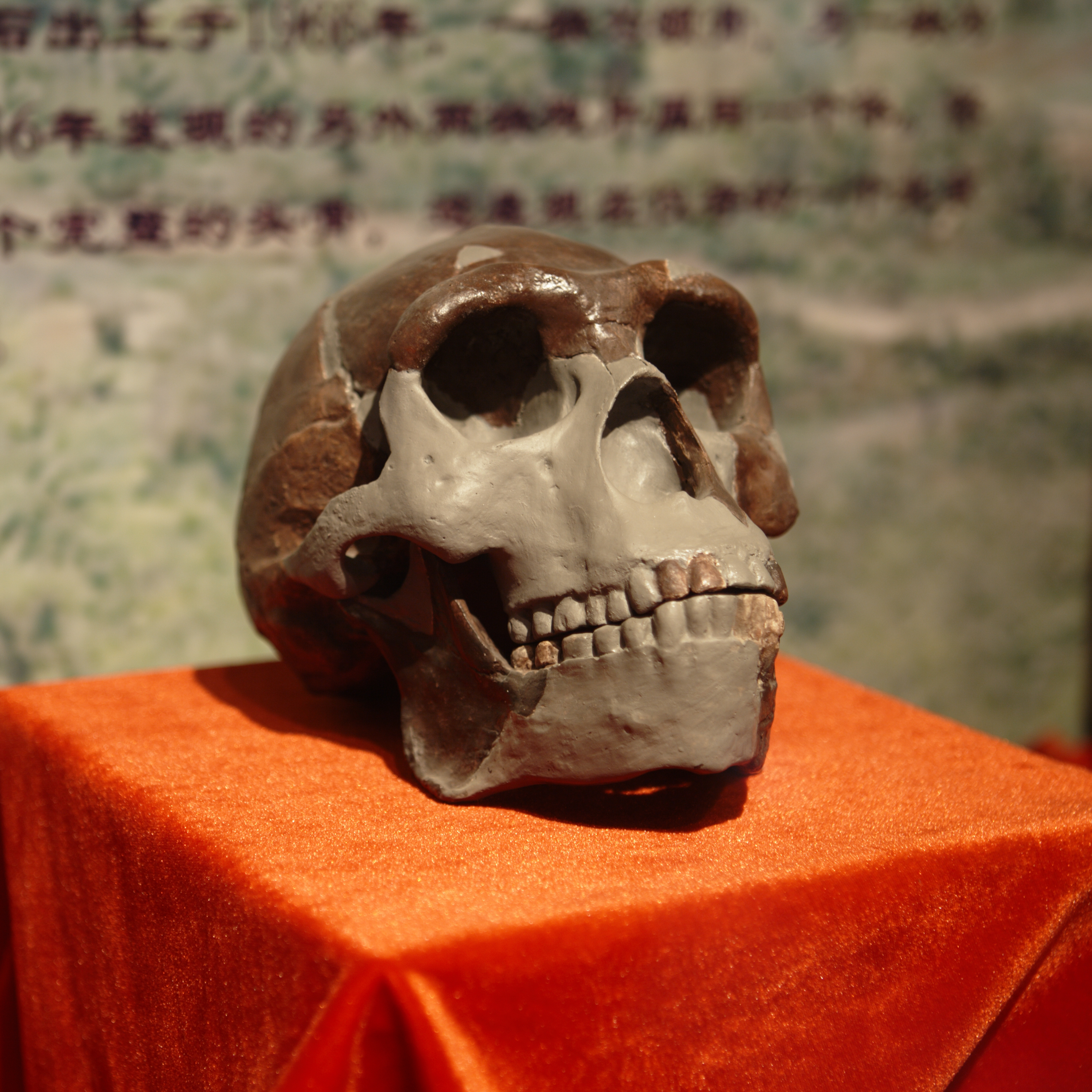
Lebka člověka pekingského (replika).
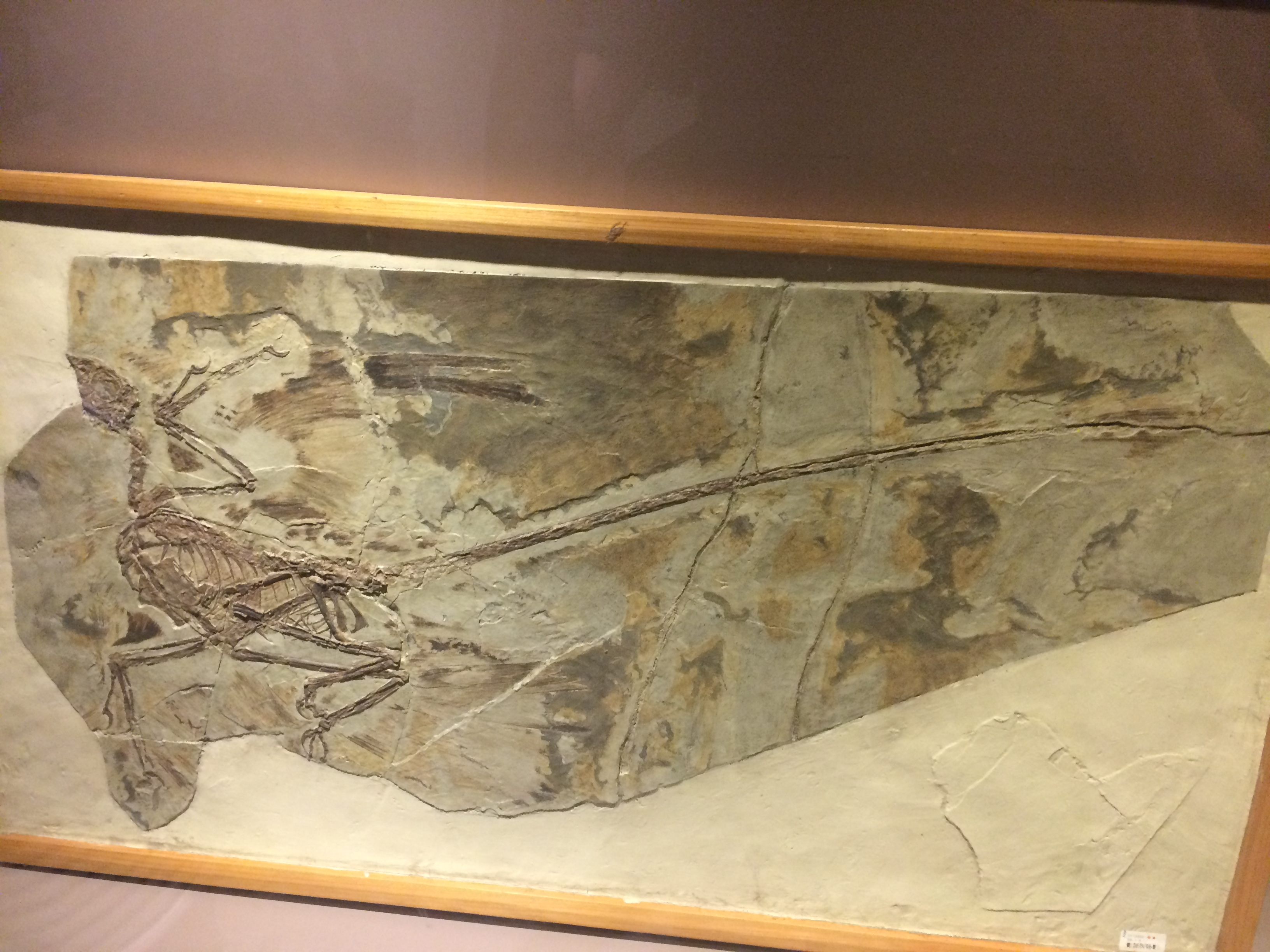
Holotyp Microraptora
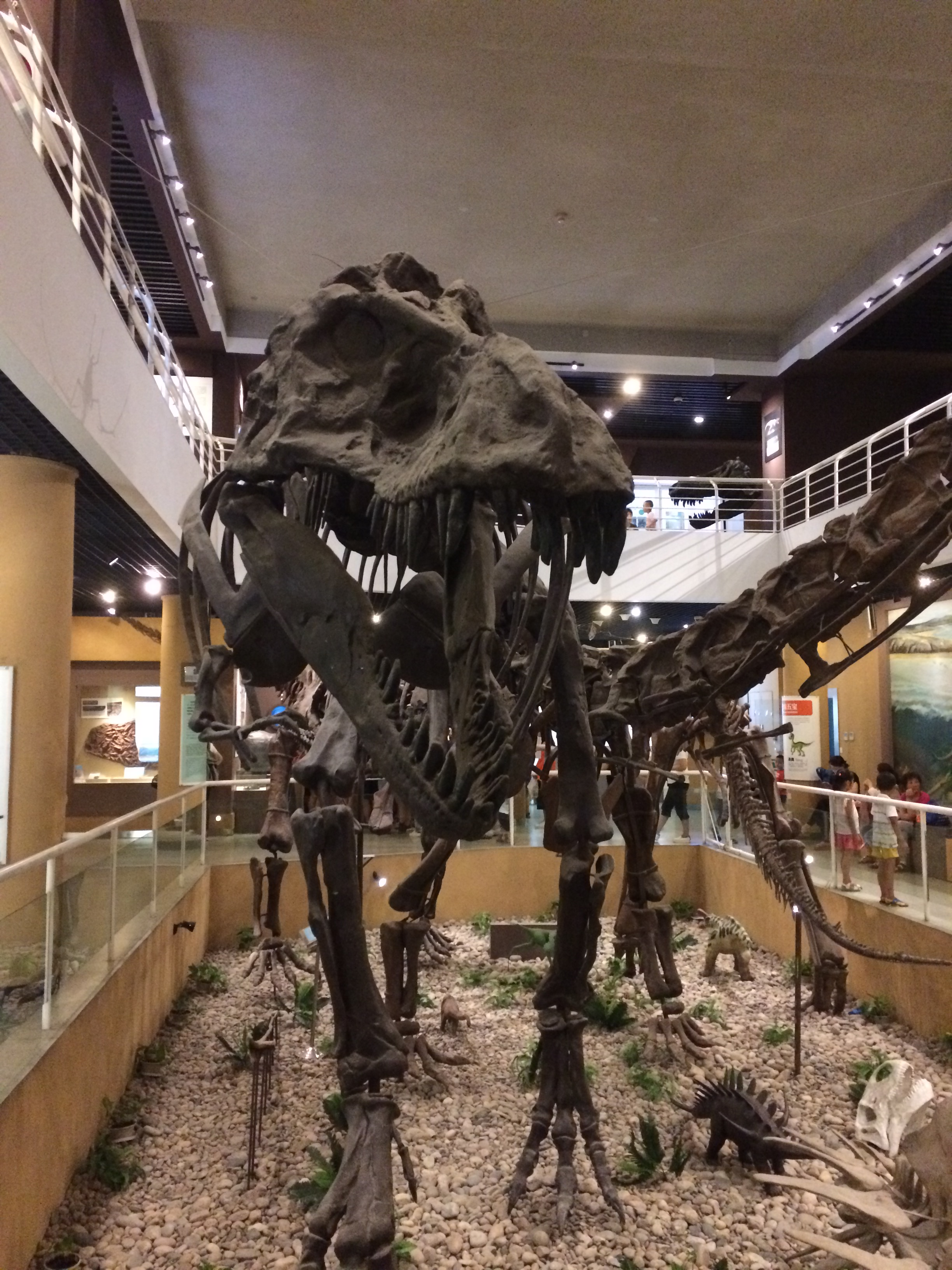
Kostra Tyranosaura – vzorek RTMP 81.6.1 (Black Beauty)
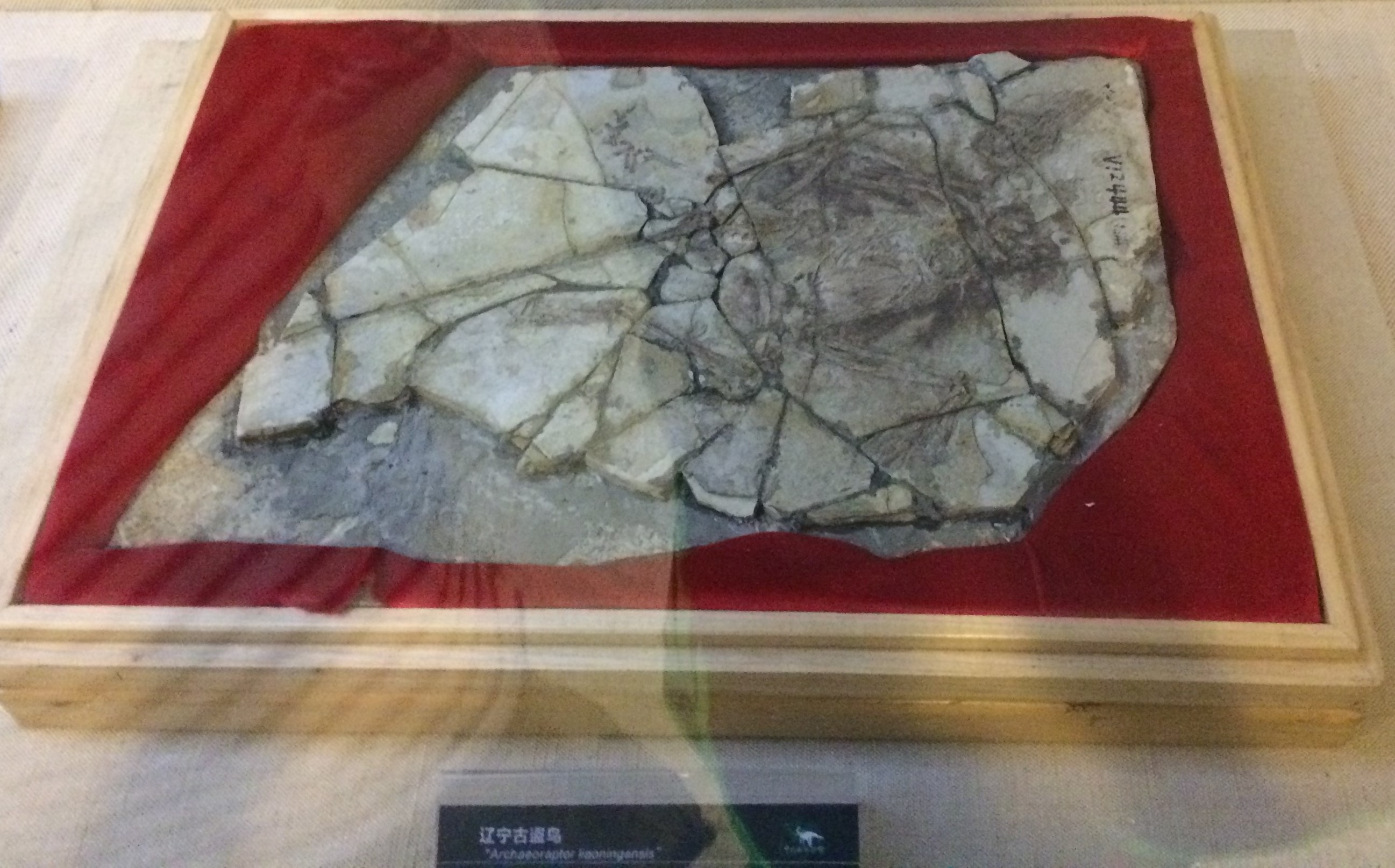
„Kompozitní fosilie“ která v roce 1999 vzbudila kontroverze a rozruch, nazvaná „Archaeoraptor“
holotyp druhu Lufengosaurus, první fosilie dinosaura nalezená v Číně
Dsungaripterus (holotyp)
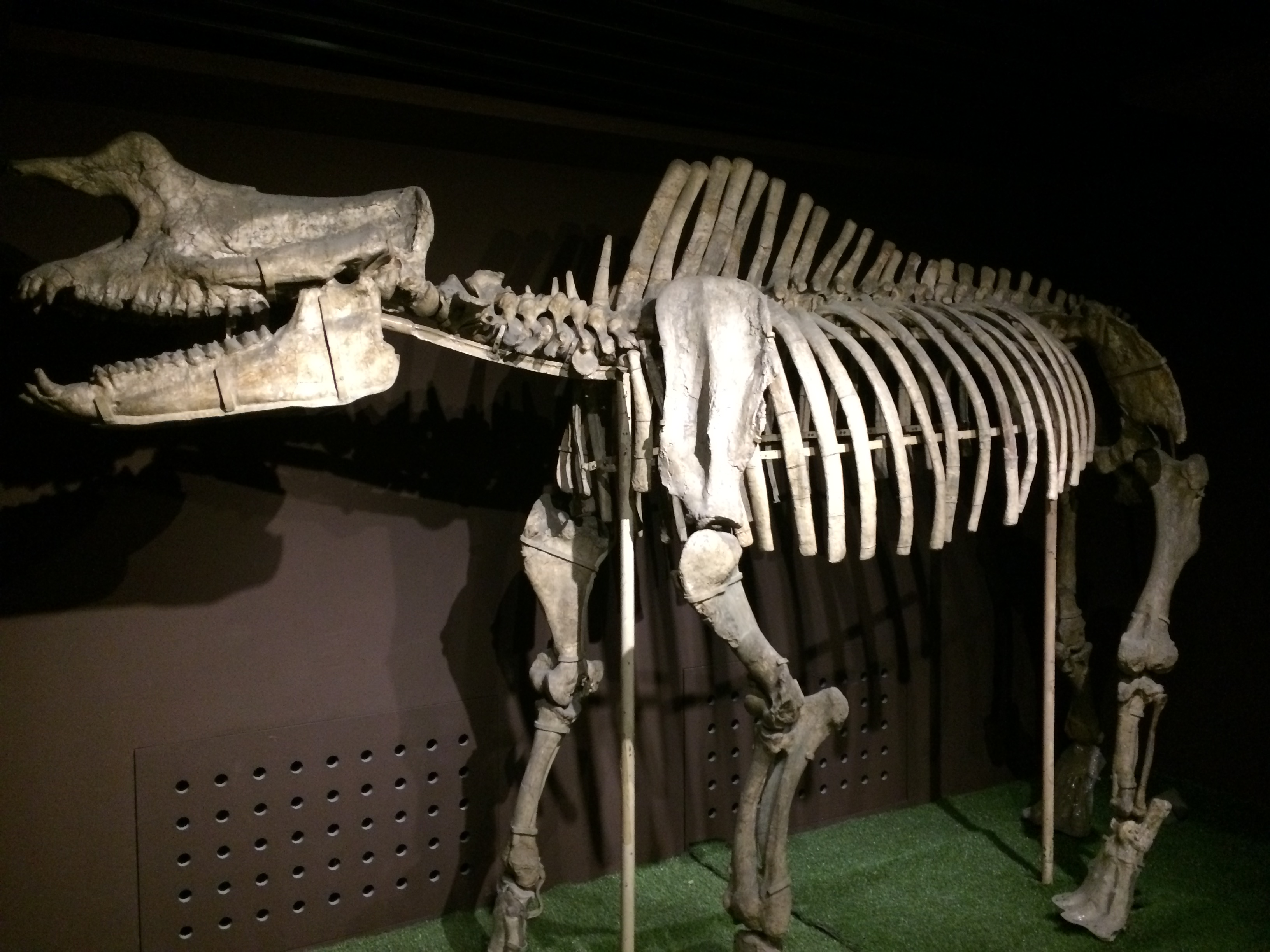
Rhinotitan
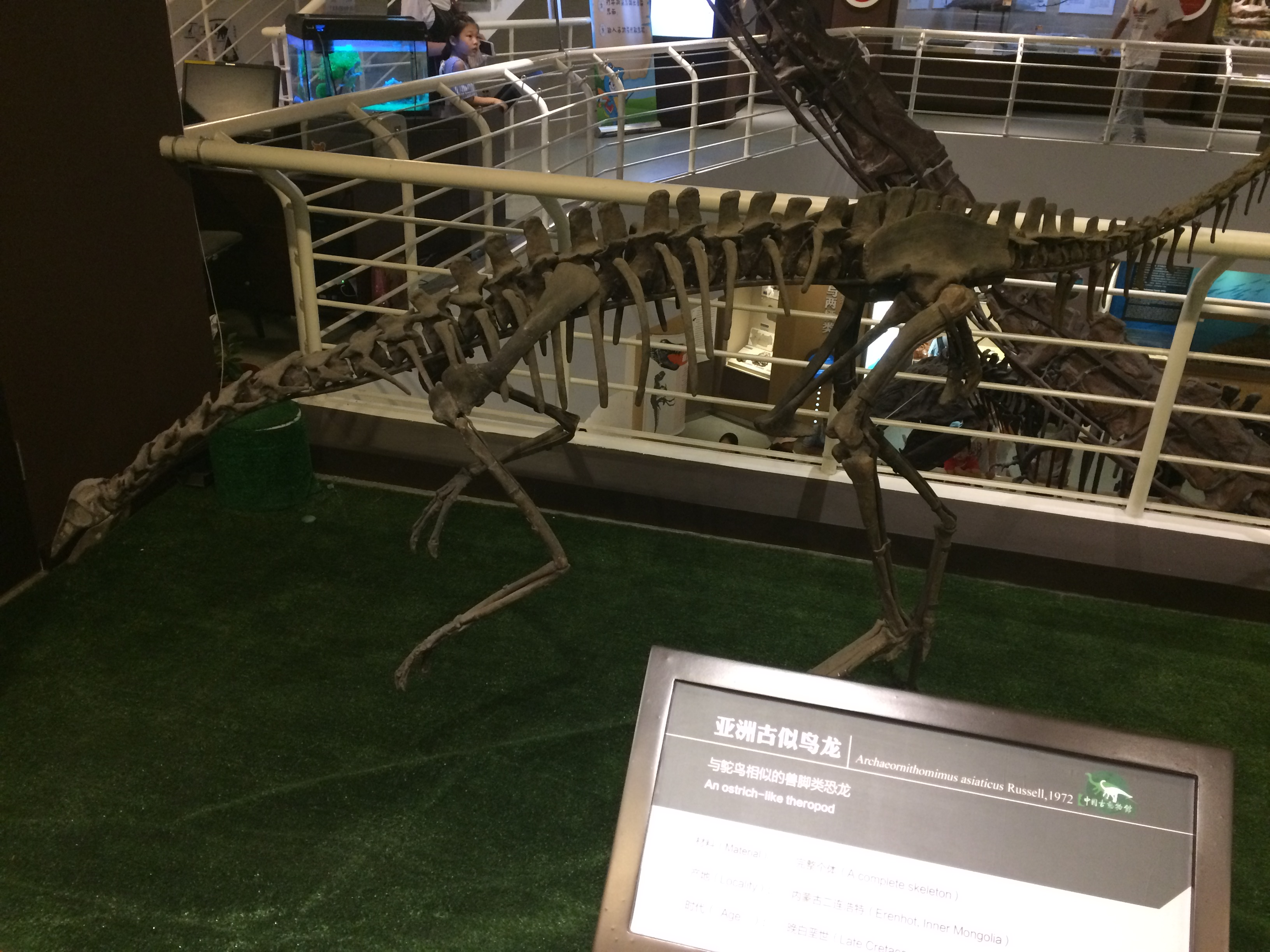
Archaeornithomimus z Vnitřního Mongolska